# Pommersdorf
Pommersdorf ist eine Ortschaft und eine Katastralgemeinde der Stadtgemeinde Raabs an der Thaya im Bezirk Waidhofen an der Thaya im niederösterreichischen Waldviertel mit 40 Einwohnern (Stand 1. Jänner 2025). Von 1919 bis Ende 1969 war Pommersdorf eine eigenständige Gemeinde.

## Geografie
Das Dorf befindet sich im Windschatten einer im Westen aufragenden, kleinen Gebirgskette, deren höchster Berg der Hohe Stein ist, und wird von den Landesstraßen L8056 und L8057 erschlossen. Der Pommersdorfer Graben entspringt diesem Gebirge, durchfließt den Ort und mündet über den Koggendorfer Graben in die Deutsche Thaya. Zur Ortschaft zählt auch der im Südwesten liegende Meierhof. Am 1. April 2020 umfasste die Ortschaft 32 Adressen.

## Geschichte
Der Name des erstmals 1369 als Pamelstorff erwähnten Ortes wird vom slawischen Namen Pomil hergeleitet. Anfangs bestand der Ort aus möglicherweise befestigten Anwesen mit Türmen, was auf die damalige Wehrhaftigkeit hinweist. Im 16. Jahrhundert entwickelten sich daraus Bauernhöfe und später siedelten sich Kleinhäusler an, die Gewerbe oder Handwerk betrieben. Im herrschaftlichen Gutshof wurden Schafe gehalten und Fische gezüchtet.
Im Jahr 1822 wurde der Ort als Dorf mit 30 Häusern genannt, das nach Speisendorf eingepfarrt war, wohin auch die Kinder eingeschult wurden. Die Herrschaft Raabs besaß die Ortsobrigkeit, übte die Landgerichtsbarkeit aus und besorgte die Konskription. Die Untertanen und Grundholde des Ortes gehörten der Pfarre und der Herrschaft Raabs.
1919 erfolgte die Lostrennung der Gemeinde Pommersdorf von der Gemeinde Speisendorf. Der Niederösterreichische Landtag beschloss, die Ortsgemeinde Speisendorf in zwei selbständige Ortsgemeinden zu teilen, von denen die eine die bisherige Katastralgemeinden Liebnitz und Speisendorf, die andere die bisherige Katastralgemeinde Pommersdorf zu umfassen hat.
Laut Adressbuch von Österreich waren im Jahr 1938 in der Ortsgemeinde Pommersdorf ein Dachdecker, ein Gastwirt, ein Schmied und mehrere Landwirte ansässig.
Mit 1. Jänner 1970 wurde im Rahmen der Niederösterreichischen Kommunalstrukturverbesserung die bis dahin selbständige Gemeinde Pommersdorf wieder nach Speisendorf eingemeindet, Speisendorf ein Jahr später in die Stadtgemeinde Raabs an der Thaya.
2021 wurde die Freiwillige Feuerwehr Pommersdorf in die FF Speisendorf eingegliedert.

## Siedlungsentwicklung
Zum Jahreswechsel 1979/1980 befanden sich in der Katastralgemeinde Pommersdorf insgesamt 48 Bauflächen mit 29.479 m² und 63 Gärten auf 39.194 m², 1989/1990 gab es 48 Bauflächen. 1999/2000 war die Zahl der Bauflächen auf 76 angewachsen und 2009/2010 bestanden 43 Gebäude auf 112 Bauflächen.

## Bodennutzung
Die Katastralgemeinde ist landwirtschaftlich geprägt. 322 Hektar wurden zum Jahreswechsel 1979/1980 landwirtschaftlich genutzt und 324 Hektar waren forstwirtschaftlich geführte Waldflächen. 1999/2000 wurde auf 324 Hektar Landwirtschaft betrieben und 325 Hektar waren als forstwirtschaftlich genutzte Flächen ausgewiesen. Ende 2018 waren 311 Hektar als landwirtschaftliche Flächen genutzt und Forstwirtschaft wurde auf 327 Hektar betrieben. Die durchschnittliche Bodenklimazahl von Pommersdorf beträgt 34,3 (Stand 2010).